# Tour de l'Ain 2017
El Tour de l'Ain 2017, 29a edició del Tour de l'Ain, es disputà entre el 8 i el 12 d'agost de 2017 sobre un recorregut de 535,9 km repartits un pròleg i quatre etapes. L'inici de la cursa va tenir lloc a Bourg-en-Bresse, mentre el final fou a Culoz. La cursa formava part del calendari de l'UCI Europa Tour 2017, amb una categoria 2.1.
El vencedor final fou el francès Thibaut Pinot (FDJ), que s'imposà al seu compatriota i company d'equip David Gaudu i al també francès Alexandre Geniez (AG2R La Mondiale) que també guanyà la classificació dels punts. En les altres classificacions secundàries Pinot guanyà la del la muntanya, Gaudu la dels joves i Fortuneo-Oscaro fou el millor equip.

## Equips
En aquesta edició hi prenen part 17 equips:
| WorldTeams (3)- FDJ - Lotto NL-Jumbo - AG2R La Mondiale Equips continentals professionals (6)- Cofidis, Solutions Crédits - Direct Énergie - Fortuneo-Oscaro - Wanty-Groupe Gobert - Androni Giocattoli - Delko Marseille Provence KTM Equips continentals (6)- Development Team Sunweb - HP BTP-Auber 93 - Roubaix Lille Métropole - Armée de terre - Astana City - Roth-Akros Equips nacionals (2)- França Sub-23 - Alemanya Sub-23 |
| |

## Etapes
| Etapa  | Data     | Recorregut                        | Km    | Vencedor d'etapa | Líder de la general |
| ------ | -------- | --------------------------------- | ----- | ---------------- | ------------------- |
| pròleg | 8 agost  | Bourg-en-Bresse > Bourg-en-Bresse | 3,8   | Johan Le Bon     | Johan Le Bon        |
| 1a     | 9 agost  | Polliat > Trévoux                 | 141,1 | Juan José Lobato | Juan José Lobato    |
| 2a     | 10 agost | Ambérieu-en-Bugey > Saint-Vulbas  | 145,4 | Nacer Bouhanni   | Nacer Bouhanni      |
| 3a     | 11 agost | Lagnieu > Oyonnax                 | 135,7 | David Gaudu      | Thibaut Pinot       |
| 4a     | 12 agost | Lélex-Monts Jura > Culoz          | 109,9 | Alexandre Geniez | Thibaut Pinot       |
| Total  | Total    | Total                             | 535,9 |                  |                     |

## Classificació final
|    | Ciclista                | Equip              | Temps       |
| -- | ----------------------- | ------------------ | ----------- |
| 1  | Thibaut Pinot (FRA)     | FDJ                | 12h 59' 10" |
| 2  | David Gaudu (FRA)       | FDJ                | + 14"       |
| 3  | Alexandre Geniez (FRA)  | AG2R La Mondiale   | + 52"       |
| 4  | Mattia Cattaneo (ITA)   | Androni Giocattoli | + 1' 25"    |
| 5  | Steven Kruijswijk (NED) | Team LottoNL-Jumbo | + 1' 30"    |
| 6  | Brice Feillu (FRA)      | Fortuneo-Oscaro    | + 1' 35"    |
| 7  | Maxime Bouet (FRA)      | Fortuneo-Oscaro    | + 1' 51"    |
| 8  | Stef Clement (NED)      | Team LottoNL-Jumbo | + 1' 54"    |
| 9  | Kevin Ledanois (FRA)    | Fortuneo-Oscaro    | + 1' 55"    |
| 10 | Anthony Delaplace (FRA) | Fortuneo-Oscaro    | m.t.        |